# Guregh Hovhannes Zohrabian
Guregh Hovhannes Zohrabian OFMCap (armenisch Հովհաննէս Զոհրաբիան (Գուրէղ), italienisch Cirillo Giovanni Zohrabian; * 25. Juni 1881 in Erzurum, Türkei; † 20. September 1972 in Rom) war armenisch-katholischer Weihbischof in Kilikien. Am 14. Dezember 2001 gab Papst Johannes Paul II. die Erhebung Zohrabians zum ehrwürdigen Diener Gottes bekannt.

## Leben
Hovhannes Zohrabian war das fünfte von acht Kindern des Bäckers Vartan Zohrabian und seiner Frau Sara, geborene Hovhannessian. Er wuchs in der armenischen Stadt Erzurum auf und trat 1894 als Postulant in bei den Kapuzinern in Konstantinopel ein. Er wurde 1898 Novize. Bei der Ablegung der Profess nahm Hovhannes Zohrabian den Ordensnamen Kyrill (armenisch Guregh) an und weihte sein Leben dem heiligen Kyrill von Saloniki. Er studierte Philosophie und Theologie und wurde am 12. Juni 1904 zum Priester geweiht.
Bischof Zohrabian war Teilnehmer an den vier Sitzungsperioden des Zweiten Vatikanischen Konzils. Er war Mitkonsekrator bei: 
- Joseph Gennangi zum Bischof von Kamichlié in Syrien,
- Adolfo Luís Bosso OFMCap zum Titularbischof von Parnassus als Koadjutor-Prälat von São José do Grajaú in Brasilien,
- Seraphin Uluhogian CAM zum Titularerzbischof von Chersonesus als Generalabt der Mechitaristen und
- Hovhannes Tcholakian zum Erzbischof von Istanbul.

## Missionsarbeit und Gefangenschaft
Nach der Priesterweihe entsandten ihn der Kapuzinerorden in die Mission am Schwarzen Meer, er hielt sich bis 1914 in seiner Heimatstadt Erzurum auf. Hier ließ er eine Kirche bauen, errichtete ein Waisenhaus und gründete neben einer Grundschule auch ein Gymnasium. Mit dem Ausbruch des Ersten Weltkriegs und dem 1915 beginnenden Völkermord an den Armeniern musste er die Missionsarbeit aufgeben. Die Ordensleitung versetzte ihn an die Hochschule St. Joseph in Kadiköy, einen Stadtteil von Konstantinopel, hier war er als Professor und Kaplan tätig. Im November 1914 wurden die Hochschule von den türkischen Machthabern geschlossen und die armenisch-katholischen Geistlichen des Landes verwiesen.
Zohrabian flüchtete in die französische Hochschule St. Louis in Konstantinopel, wurde aber 1916 erneut aufgegriffen und interniert. Im Gefangenenlager sorgte er sich in den nächsten vier Jahren um griechische und italienische Gefängnisinsassen. Nach seiner Freilassung im Jahr 1920 setzte er die Gefangenenseelsorge fort und wurde wiederum am 7. März 1923 verhaftet. Ein türkisches Gericht verurteilte ihn zum Tod durch Hängen. Die nächste Zeit wurde er in einem Gefängnis in Konstantinopel inhaftiert und mehrere Male gefoltert. Die Todesstrafe wurde aufgehoben und in eine dauerhafte Ausweisung umgewandelt.
Hovhannes Zohrabian flüchtete nach Rom. Schließlich bat ihn der Erzbischof von Korfu Leonard Brindisi, auf die Insel Korfu zu kommen, da hier viele armenische Flüchtlinge Zuflucht gefunden hatten. Zohrabian blieb von 1923 bis 1938 als Seelsorger für die Armenier auf Korfu und wurde 1925 zum „Kaplan aller Armenier in Griechenland“ berufen. Die Zusammenarbeit mit den griechisch-orthodoxen Klerikern gestaltete sich als schwierig und obwohl er eine erfolgreiche Missionsarbeit – oder weil er eine erfolgreiche Missionsarbeit – betrieb, wurde er von der griechischen Regierung in seiner Arbeit behindert. Am 26. Oktober 1936 wurde er ausgewiesen und musste Griechenland verlassen. Mit dem Einsetzungsschreiben vom 21. November 1938 berief ihn der Patriarch von Kilikien Krikor Bedros XV. Agagianian zum Patriarchalvikar der Dschazira in Syrien. In diesem Amt war er von 1938 bis 1953 missionarisch tätig.

## Weihbischof
Am 29. August 1940 wurde Zohrabian zum Weihbischof in Kilikien ernannt, mit dem Titularbistum von Acilisene. Der Patriarch von Kilikien, Erzbischof Krikor Bedros XV. Agagianian, und die Mitkonsekratoren Erzbischof Jean Naslian (ehemaliges Erzbistum Trabzon in der Türkei) und Erzbischof Jacques Nessimian (Iskanderiya in Ägypten) weihten ihn am 27. Oktober 1940 zum Bischof.
In der ersten Zeit seines Episkopates machte Bischof Zohrabian sich als Gründer von Schulen und als Jugendseelsorger einen Namen. Er lebte die Nächstenliebe vor und litt unter dem endgültigen Verbot, in die Türkei zurückzukehren, das 1953 ausgesprochen wurde. Er führte Missionsreisen in die armenischen Kolonien in Europa und Lateinamerika durch und schrieb 1965 die Memoiren eines missionarischen Lebens. Er starb am 20. September 1972 und fand seine letzte Ruhestätte in der Kapuzinergruft von Palermo.

## Seligsprechungsprozess
Der Erzbischof von Palermo, Salvatore Kardinal Pappalardo, leitete am 23. März 1983 den diözesanen Seligsprechungsprozess ein. Die erstellte Hagiographie wurde am 22. März 1985 an die Kongregation für die Selig- und Heiligsprechungsprozesse weitergeleitet. Am 14. Februar 2001 wurde Cirillo Giovanni Zohrabian – so sein italienischer Name – durch Papst Johannes Paul II. zum ehrwürdigen Diener Gottes erhoben.